# Fred Henderson
Fred Henderson es un actor canadiense. Ha realizado varios papeles en el anime, notablemente el de Ulen Hibiki en Gundam Seed y el del Coronel Todaka en  Gundam Seed Destiny.

## Filmografía
- Shoot to Kill (1988) .... Agente Owenby
- Friday the 13th Part VIII: Jason Takes Manhattan (1989) .... Chief Engineer Jim Carlson
- Hitman (1991) .... E.R. Doctor
- Eye of the Widow (1991) .... Agente Fred
- Bad Company (1995) .... John Cartwain
- Maternal Instincts (1996) .... Larry
- When Danger Follows You Home (1997) .... Rhodes' Abogado de Rhodes
- Loyal Opposition: Terror in the White House (1998) .... Reportero N°1
- G-Saviour (2000, TV Movie) .... Presidente Hawke
- Camouflage (2001) .... Anthony
- Stuck (2001) .... Gordon
- Bang Bang You're Dead (2002) .... Dan Dahlquist
- Mobile Suit Gundam Seed (2002-2003, Serie de televisión) .... Sahib Ashman / Ulen Hibiki (Versión en inglés, voz)
- Destino final 2 (2003) .... Dr. Lees
- The Invitation (2003) .... Calley
- Human Crossing (2003, Serie de televisión) .... Ichiro Koyama (Versión en inglés, voz)
- Mobile Suit Gundam Seed Destiny (2004-2005, Serie se televisión) .... Capitán Todaka (English version, voice)
- It Waits (2005) .... Carl Nash
- Black Lagoon (2006, Serie de televisión) .... Masahiro Takenaka (versión en inglés, voz)
- Saiunkoku Monogatari (2006) .... Big Boss (versión inglesa, voz)
- Of Golf and God (2008) .... Mr. Mathers
- Iron Man: Armored Adventures (2008-2012, serie de televisión) .... Howard Stark (versión en inglés, voz)
- This Means War (2012) .... Amigo de la familia
- The Company You Keep (2012) ....
- The Interview (2014) .... Reportero
- Unclaimed (2016) .... Superintendente Larry Lewis
- Superman & Lois (2021) .... Jonathan Kent